# Albissole 1909
L'A.S.D. Albissole 1909, meglio nota come Albissole o anche Albissola, è una società calcistica italiana che rappresenta i comuni di Albissola Marina e Albisola Superiore, in provincia di Savona.
Costituita nel 2019 come Academy Albissola, ha rilevato de facto l'eredità della cessata Albissola 2010, fondata nel 2010 (in continuità con una tradizione storica risalente fino al 1909) e vantante quale miglior risultato la partecipazione al campionato di Serie C 2018-2019. Dal 2020 il club ha ripreso apertamente a rivendicare la storia dal 1909 al 2010 come parte integrante della propria identità, ancorché senza diretti collegamenti formali.
Nella stagione 2024-2025 milita in Promozione, sesta divisione del sistema calcistico italiano.

## Storia

### Origini
Le radici storiche del club risalgono al 1909: in quell'anno venne infatti fondata ad Albisola Superiore l'Unione Sportiva Albisola, prima società calcistica locale.
L'U.S. Albisola negli anni 2000 si unì al club della frazione Luceto, cambiando denominazione dapprima in Albatross e infine in Albissole 1909: già da tale nome traspariva la volontà di rappresentare sotto un unico simbolo non solo il comune di riferimento, ma anche la limitrofa Albissola Marina.
La "doppia cittadinanza" divenne un fatto compiuto nel 2010, allorché l'Albissole 1909 incorporò anche il Gruppo Sportivo Santa Cecilia di Albissola Marina: il sodalizio unitario che ne scaturì fu quindi ribattezzato Associazione Sportiva Dilettantistica Albissola 2010.

### La nascita del calcio albisolese
La prima società costituita fu l'Unione Sportiva Albisola nel 1909 (che corrisponde all'anno storico di fondazione, una delle società più vecchie tra quelle in attività nella provincia di Savona). Tra le prime partite svolte va annoverata quella della stagione 1911-1912 nella Coppa Savona contro la squadra allievi della Fratellanza Ginnastica Savonese perdendo con un netto punteggio di 7 a 0.

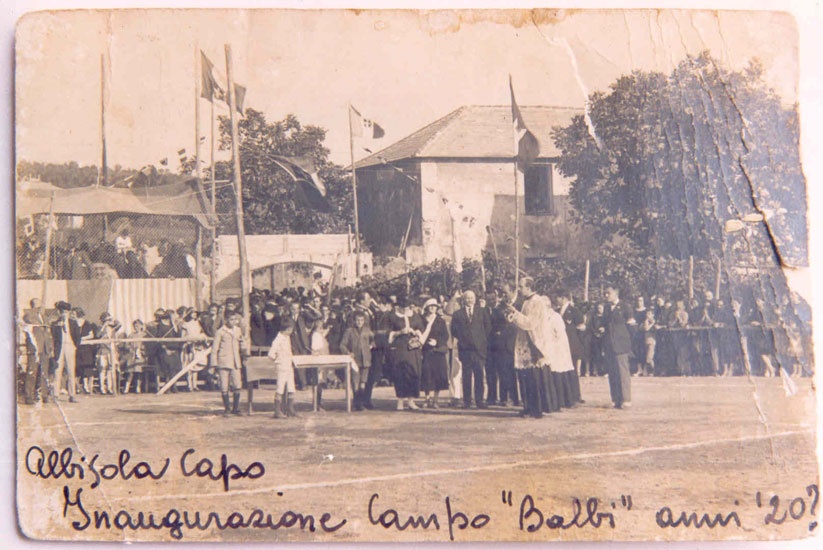
Il probabile campo di gioco dell'Unione Sportiva Alba Docilia

### L'U.S. Alba Docilia: la prima vera squadra albisolese
La prima società albisolese che partecipò ai campionati della FIGC fu l'Unione Sportiva Alba Docilia che si iscrisse ai campionati di Terza Divisione dalla stagione 1925-1926 fino a quella del 1928-1929. Nella prima stagione terminò all'ultimo posto del girone D della Liguria totalizzando 6 punti disputando 12 partite. In data 15/11/1925 disputò a Savona una sfida amichevole contro la formazione denominata Nuova Sport Turismo Agonismo, conosciuta anche con il nome di Nuova SCAT di Savona. Tale risultato è stato rappresentato sul giornale de La Stampa di lunedì 16 novembre 1925 alla voce risultati vari con il punteggio di 6 a 1. In seguito disputò un'altra partita amichevole domenica 31 gennaio 1926 a Savona contro la Felice Cavallotti vincendo con il punteggio di 7 a 2. Si rappresenta che in pari data le riserve vennero invece sconfitte con il punteggio di 2 a 0 contro la Virtus Savona. La stagione successiva partecipò al campionato del 1926-1927 terminando al settimo posto del girone A della Liguria totalizzando 14 punti disputando 18 partite.. Nella stagione 1927-1928 venne iscritta nel girone D terminando all'ultimo posto. Nella stagione 1928-1929 si iscrisse invece nel girone A terminando al sesto posto davanti alla S.S. Carlo Costamagna di Mondovì collezionando otto punti su dodici partite disputate. Il 25 novembre 1928 nel programma della quarta giornata di campionato l'Alba Docilia affrontò in trasferta la compagine della U.S. Savonese soccombendo con il punteggio di uno a zero. Pur perdendo di misura le cronache dell'epoca descrissero così la prova della compagine albisolese: "Ottima occasione di successo si lasciarono sfuggire i bianchi dell'Alba Docilia, che gareggiarono gran parte del primo tempo e tutta la ripresa, contro avversari ridotti a soli nove uomini. Biasimevole il contegno di due giocatori dell'U.S. Savonese che arrivarono al punto di passare a vie di fatto, nella loro area di rigore, inducendo l'arbitro ad espellerli dal campo concedendo agli avversari un calcio di rigore che, Porta dell'Alba Docilia, tirò in pieno sul portiere permettendogli la parata. Gioco poco brillante da parte di ambo le squadre. Il goal della vittoria fu merito speciale di Sfondratti." La stagione successiva la squadra non venne più iscritta per inadempienza finanziaria nei confronti della FIGC a causa soprattutto della grande depressione del 1929. Infatti attraverso il comunicato ufficiale n. 30 del 21 maggio 1929 il Direttorio regionale ligure non approvava e non autorizzava la richiesta della società di organizzare il Torneo U.S. Alba Docilia non essendo la società bandidrice al corrente con la Cassa di Enti Federali. Si rappresenta che la squadra venne ricostituita negli anni 1980 e partecipò ai campionati di Seconda Categoria dalla stagione 1986-1987 alla stagione 1988-1989 sempre nel girone B.

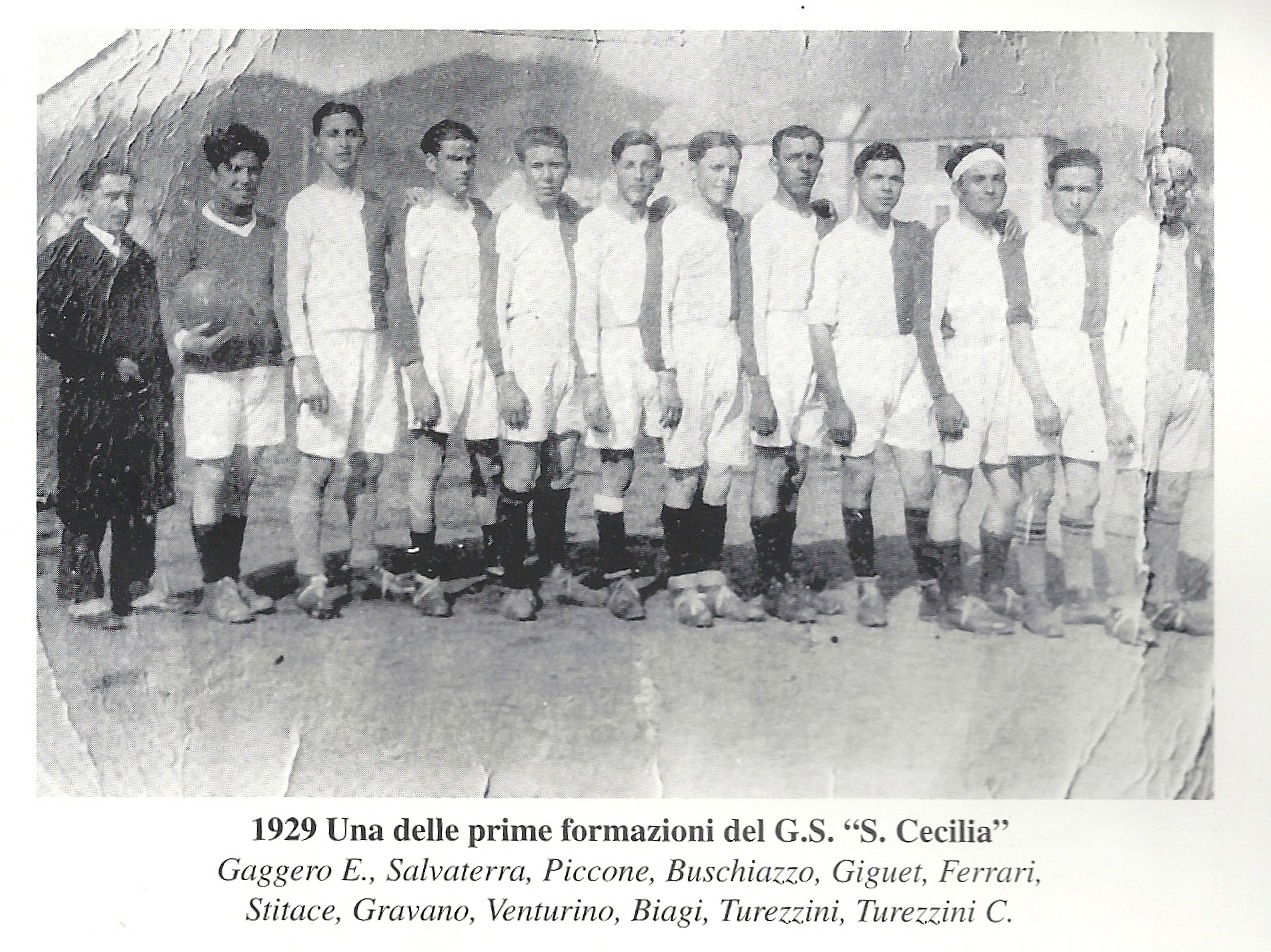
Una formazione del Santa Cecilia risalente al 1929

### Le squadre albisolesi degli anni 1930
Tra le formazioni albisolesi presenti negli anni trenta va ricordata quella relativa alla Società Operaia Cattolica "Santa Cecilia" che già nel 1929 costituì una squadra. In vista della stagione calcistica 1931–1932 venne iscritta al campionato ULIC del Comitato di Savona il Dopolavoro Comunale di Albissola Mare che avrebbe rilevato la precedenza esperienza sportiva dell'Unione Sportiva Alba Docilia. Nella stagione 1932-1933 ricompare dopo un'assenza di tre annate la compagine dell'Albissola Sport ricostituita dalle ceneri dell'US Alba Docilia. In questa stagione partecipò al campionato di Terza Divisione 1932-1933 nel girone B della Liguria disputando 14 partite. L'attivita della squadra venne rappresentata sul giornale de Il Littoriale di sabato 5 agosto 1933 nell'elenco dei giocatori autorizzati a cambiare società sportiva: Tilli Pio, Tortarolo Bianco, Venturino Giuseppe e Biancone Oreste. La stagione successiva la squadra cambiò nome in Albissolese e si iscrisse al campionato di Terza Divisione 1933-1934 terminando al quinto posto del girone B della Liguria totalizzando 12 punti disputando 14 partite. I nominativi dei componenti della squadra vennero rappresentati sul giornale de Il Littoriale di sabato 7 agosto 1934 nell'elenco dei giocatori autorizzati a cambiare società sportiva: Giovanni Botto, Adolfo Canepa, Aldo Durante, Carlo Fossati, Aldo Minaglia, Guido Morasso, Mario Narizzano, Giuseppe Pedemonte, Ottavio Repetto, Michele Venturini e Giovanni Bertacchi. Il numero dei giocatori che cambiarono squadra ammontava a ben undici unità in quanto l'U.S. Albissolese non si iscrisse al campionato successivo.

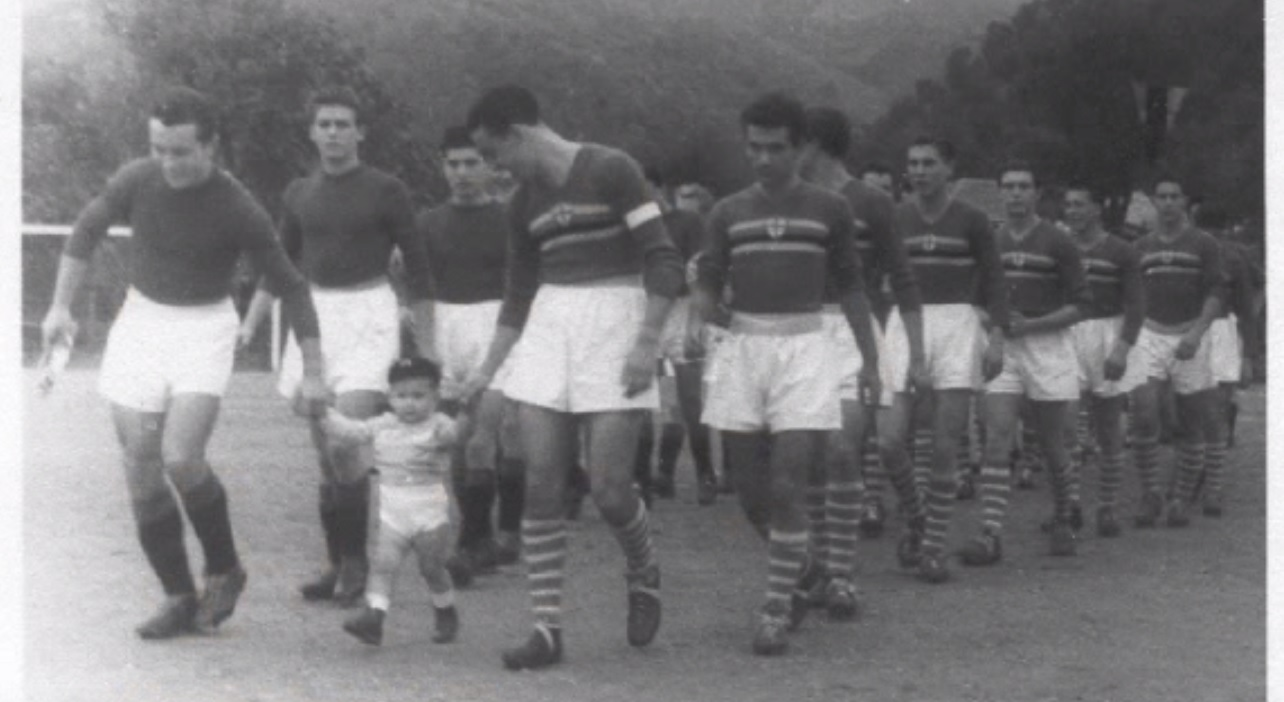
Un momento dell'amichevole Albisola-Sampdoria, in occasione dell'inaugurazione dello stadio Faraggiana (1º novembre 1950)

### Le prime stagioni
Promossa dalla Prima Categoria ligure 2011-2012, nella stagione successiva la squadra ottiene una tranquilla salvezza e un dodicesimo posto in Promozione, mentre nell'anno 2013-2014, in virtù del quinto posto ottenuto, i ceramisti prendono parte ai play-off, tuttavia venendo eliminati dal Quiliano per 1-0. Più ostico si rivela il campionato 2014-2015, in cui la squadra ottiene soltanto 36 punti e conclude la stagione a pari punti con il Bragno, a un passo dai play-out.
Un momento di svolta per le sorti societarie si verifica nel 2015, grazie ad un nuovo sponsor per il quale l'Albissola può così beneficiare di nuove e consistenti risorse finanziarie e umane.
I frutti vengono presto raccolti: l'Albissola, guidata da Luca Monteforte, vince il campionato di Promozione 2015-2016 con 61 punti, distaccando di sei lunghezze la seconda classificata Pietra Ligure. Inoltre la squadra arriva alla finale della Coppa Italia Promozione Liguria, ove perde contro il San Desiderio per 1-0, e si aggiudica la supercoppa regionale di Promozione sconfiggendo per 2-1 il Moconesi Fontanabuona (vincitore del girone B).

### La scalata al professionismo

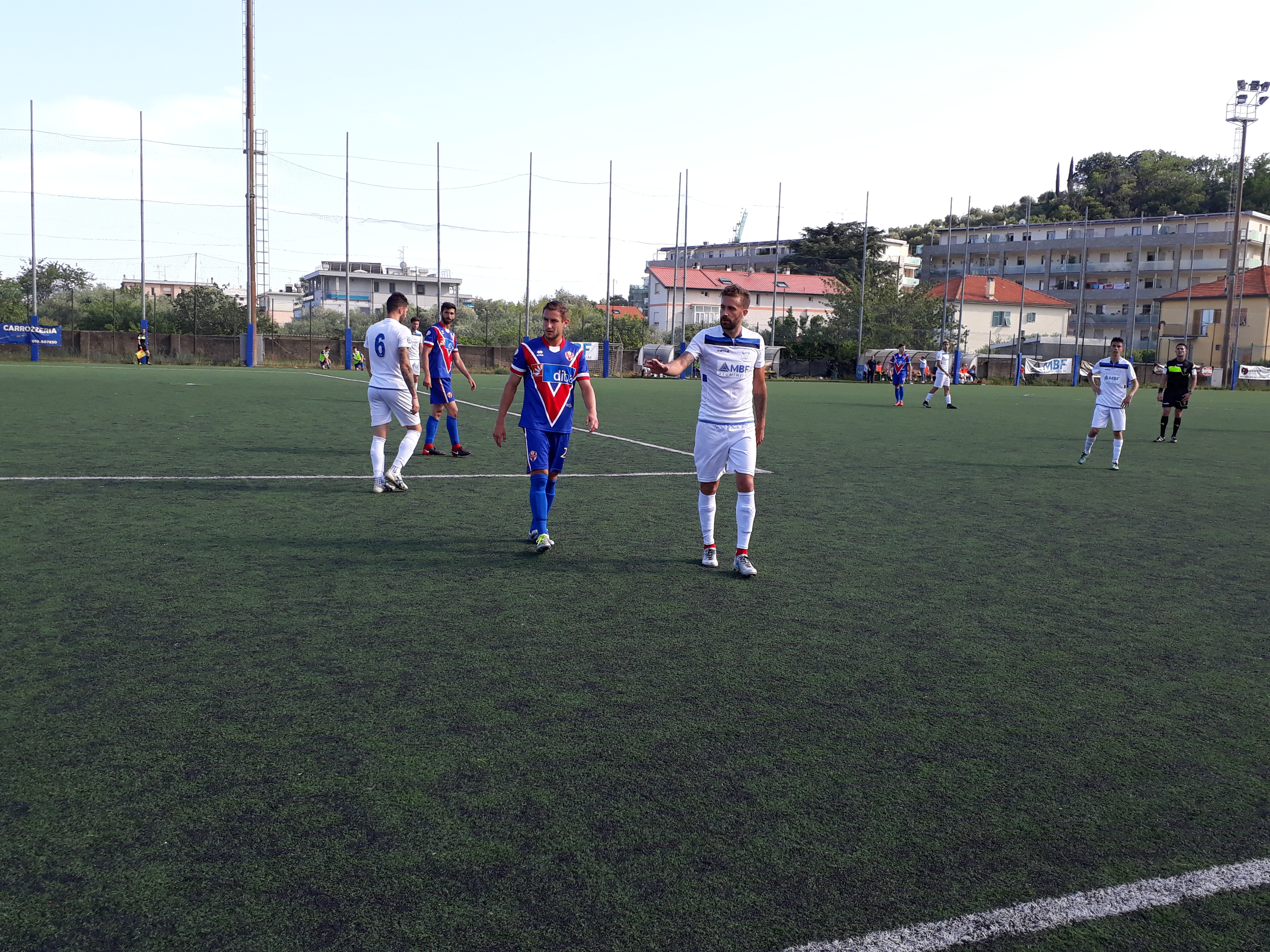
Momenti di gioco della partita Albissola - Vis Pesaro valida per la Poule Scudetto serie D 2017-2018

Nonostante lo status di neopromossi, i Ceramisti prevalgono anche nel campionato di Eccellenza 2016-2017, ottenendo 57 punti e allontanando il Vado di quattro lunghezze: questo risultato consente all'Albissola 2010 di prendere parte al primo campionato di Serie D della sua storia. Risulta meno proficua la Coppa Italia Dilettanti Liguria 2016-2017: inserita in un girone assieme a Sestrese, Rivarolese e Voltrese, l'Albissola 2010 ottiene solo 4 punti e un terzo posto, in seguito a un pareggio in rimonta a Voltri, una sconfitta per 0 a 4 contro la Sestrese (poi vincitrice del torneo) e una vittoria per 1-0 a Rivarolo.
La stagione 2017-2018 inizia con la separazione con l'allenatore Luca Monteforte, protagonista del doppio salto di categoria, e con l'ingaggio di Fabio Fossati, allenatore che nel quarto livello del calcio italiano aveva già ottenuto risultati importanti alla guida di Asti e Sestri Levante. Nonostante l'obiettivo di una tranquilla salvezza, la squadra dimostra potenzialità e dall'inizio del campionato si posiziona nella parte sinistra della classifica, con vista play-off. Dopo la sconfitta per 2-0 in casa del Sestri Levante, i Ceramisti vincono le restanti dieci partite di campionato riportando un primo posto finale e battendo i favoritissimi avversari dell'Unione Sanremo. In particolare, decisivo è il risultato dell'ultima giornata: con la vittoria per 1-2 contro il Seravezza, sul campo di Forte dei Marmi, la società rappresentatrice delle Albissole ottiene la prima partecipazione in Serie C, terzo livello calcistico e primo a livello professionistico. Per quanto riguarda la poule scudetto l'Albissola supera il triangolare d'apertura pareggiando contro il Rimini e battendo la Vis Pesaro, per poi perdere la semifinale contro la Pro Patria per 4-0.
Breve è invece la strada in Coppa Italia Serie D: la sconfitta al primo turno per 3-0 in casa del Bra, il 20 agosto 2017, decreta l'eliminazione dei biancazzurroneri.

### L'approdo in Serie C
All'esordio tra i professionisti l'Albissola, inizialmente affidata ancora a Fabio Fossati e rinforzata con alcuni elementi d'esperienza (su tutti Jonathan Rossini e Loris Damonte), fatica a rendere all'altezza della categoria: il 22 ottobre 2018, con la squadra già eliminata al primo turno di Coppa Italia di terza serie (per mano dell'Alessandria) e ferma al 18º posto nel girone A (con sei sconfitte e un pareggio), la guida tecnica passa a Claudio Bellucci. Questi riesce a imprimere una svolta al rendimento dei ceramisti, che risalgono da fondo tabella e all'11ª giornata centrano la prima vittoria superando la Juventus U23: al termine del girone d'andata l'Albissola si attesta in 17ª posizione, ossia al di fuori della zona retrocessione. Una nuova crisi di rendimento, risoltasi in tre sconfitte consecutive, porta tuttavia il 4 marzo 2019 anche all'esonero di Bellucci: la panchina passa a Rino Lavezzini, che porta l'Albissola a centrare i punti necessari per consolidare il diciassettesimo posto e dunque salvarsi direttamente con una giornata d'anticipo sulla fine della stagione regolare. Data l'inadeguatezza dei propri consueti impianti da gioco agli standard del calcio professionale italiano, la squadra si trova inoltre a giocare tutte le proprie partite casalinghe allo stadio comunale di Chiavari. Successivamente la squadra non effettua l'iscrizione al campionato di Serie C 2019-2020 e viene lasciata fallire dall'allora presidente. Rimane così in attività l'A.S.D. Academy Albissola, società parallela creata per il settore giovanile, che (inizialmente con l'apporto della vecchia proprietà, poi definitivamente disimpegnatasi) riparte dalla Seconda Categoria.

### La rinascita
Un anno dopo, nel 2020, si ritorna alla denominazione Albissole 1909, con presidente Lorenzo Barlassina. I piani di risalita vengono frenati a causa della pandemia ma nel 2022 la società vince agevolmente il campionato di seconda categoria, ottenendo così una nuova promozione e rinnovando le proprie ambizioni. Vince il girone B del Campionato di Prima Categoria stagione 2023/24 e approda in Promozione.

## Colori e simboli

### Colori
Il club "capostipite" U.S. Albisola ebbe come colori sociali il bianco e il celeste, ai quali s'aggiunse il nero dopo la già citata fusione con il Luceto (che giocava in maglia neroverde). La successiva realtà sociale Albatross-Albissole 1909 mantenne tale schema tricromatico (che peraltro univa fedelmente i colori dei blasoni comunali dei due municipi d'afferenza) fino al 2010, allorché la confluenza del G.S. Santa Cecilia (che creò l'Albissola 2010) portò in dote l'arancione: bianco e nero vennero allora de facto (seppur non formalmente) accantonati e il pattern divenne arancione-celeste.
L'Albissola 2010 giocò dunque in tali tinte fino al 2014, quando la rifondazione del Santa Cecilia in Terza Categoria indusse la dismissione dell'arancione e il ripristino dello schema bianco-celeste-nero.
Abbastanza eclettico risulta lo stile delle casacche adottate: l'Albisola adottò per quasi un secolo prime maglie palate bianco-celesti, schema che l'Albatross/Albissole mantenne, declinandolo però sul nero-celeste. Indi l'Albissola 2010 passò inizialmente all'arancione-celeste (con la seconda tinta nettamente dominante), salvo poi tornare alla palatura biancoceleste nel giro di quattro anni. Una nuova rottura si è verificata all'atto dell'esordio nel professionismo, ove la squadra ha adottato una maglia "home" bianca con sbarra celeste.
Le maglie esterne e "third" (laddove previste dalle forniture tecniche) mostrano diverse soluzioni stilistiche: sono infatti state adottate casacche bianche, verdi, rosse, nere (queste ultime due nella stagione d'esordio in Serie C) o finanche granata.

### Simboli ufficiali

#### Stemma
Dal 2010 al 2014 lo stemma ebbe la forma di uno scudo svizzero troncato di celeste e arancione, recante superiormente il disegno in silhouette azzurra di un cavalluccio marino "racchiuso" dall'anno di fondazione, a metà la denominazione sociale e inferiormente il disegno dell'arpa di Santa Cecilia.
Nel 2014 Maurizio Marabotti (già allenatore del settore giovanile dell'Albissola) disegnò un diverso emblema: una losanga bianca bordata d'azzurro e nero, recante il disegno stilizzato di un cavalluccio marino che regge un pallone da calcio sulla coda. A smezzare trasversalmente il cavalluccio vi era un cartiglio azzurro recante la denominazione societaria (minimamente corretta nel 2018) a lettere stampatelle bianche. Nella cuspide inferiore campeggiava l'anno di fondazione.
Lo stesso Marabotti, nel 2020, ha ridisegnato il nuovo logo della A.S.D. Albissole 1909, sotto forma di uno scudetto tagliato di bianco e azzurro, con al centro un cavalluccio marino blu, la denominazione sociale (a lettere stampatelle azzurre) in capo e l'anno di fondazione (in bianco) in punta.

Logo dal 2014 al 2018
Logo nel campionato 2018-2019

#### Inno
Dal 2018 inno ufficiale della squadra è il brano Oh Albissola, composto e suonato dal complesso Slot Machine Band di Finale Ligure.

## Strutture

### Stadio

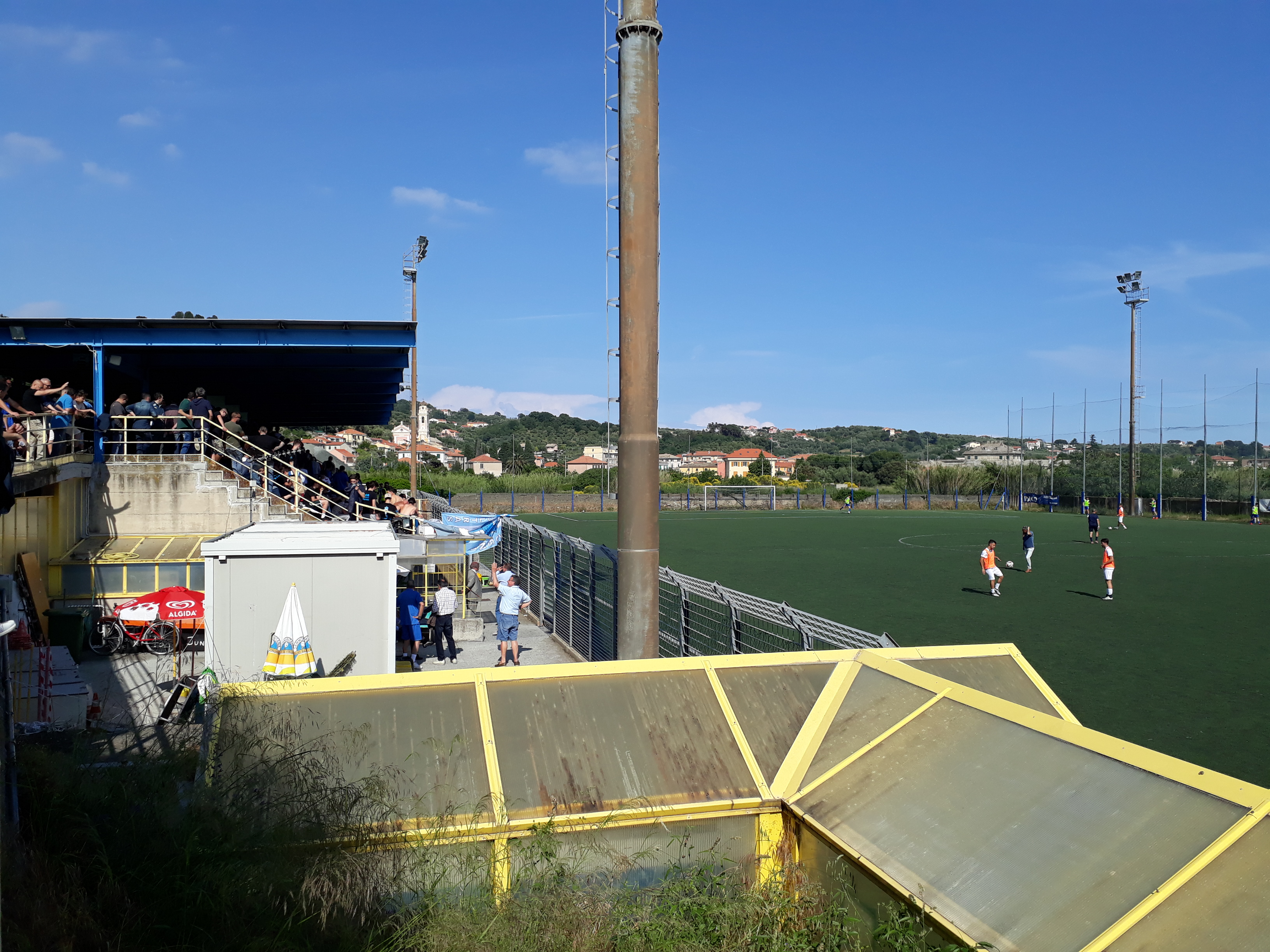
Vista sullo stadio Faraggiana in occasione della poule scudetto della Serie D 2017-2018

Dal 2010 al 2018 l'Albissola 2010 ha disputato le partite casalinghe allo stadio comunale Faraggiana, nell'omonima frazione del comune di Albissola Marina, inaugurato il 1º novembre 1950 con la partita amichevole Albisola-Sampdoria.
Stante la sua inadeguatezza strutturale ai canoni del calcio professionistico italiano, per la stagione 2018-2019 il club ha optato per disputare le gare interne presso lo stadio comunale di Chiavari.
Dopo aver vagliato diverse opportunità (quali ad esempio l'adozione del più vicino stadio Valerio Bacigalupo di Savona o la ristrutturazione del Faraggiana), nel novembre 2018 la società ha presentato il progetto per la ristrutturazione dello stadio comunale di Luceto, nell'omonima frazione di Albisola Superiore, già sede di alcuni club antesignani e successivamente riattato a campo d'allenamento dei ceramisti. Tale progetto, approvato dall'amministrazione comunale competente nella successiva primavera, prevede di portare la capienza dello stadio lucetano a circa 2 500 posti, ampliando la tribuna esistente ed edificandone una prospiciente ex nihilo, lasciando altresì la possibilità di procedere a ulteriori ampliamenti qualora ritenuti necessari. La mancata concretizzazione di tale progetto fu determinante nel comportare, nel 2019, la cessazione dell'attività societaria e la successiva ripartenza dal dilettantismo: il club successore ha fatto quindi ritorno al Faraggiana.

### Centro di allenamento
La società ligure è stata usufruttuaria di diverse strutture sportive dedicate alle attività preparatorie di prima squadra e settore giovanile.
Il principale centro d'allenamento della prima squadra è lo stadio comunale Faraggiana.

## Società

### Sponsor
- 2010-2016 Givova
- 2016-2017 Kappa
- 2017-2019 Givova
- 2019- Joma

## Allenatori e presidenti
| Allenatori - 2012-2013 Derio Parodi - 2013-2014 Enrico Ferraro (1ª-14ª) Gabriele Repetto (15ª-30ª e play-off) - 2014-2015 Gabriele Repetto - 2015-2017 Luca Monteforte - 2017-2018 Fabio Fossati - 2018-2019 Fabio Fossati (1ª-7ª) Claudio Bellucci (8ª-29ª) Rino Lavezzini (31ª-38ª) - 2019-2022 Roberto Gasparlin - 2022- Carlo Sarpero | Presidenti - 2010-2019 Mirco Saviozzi - 2019-2020 Nicola Pabis - 2020-oggi Lorenzo Barlassina |

## Palmarès

### Competizioni interregionali
- Serie D: 1

2017-2018 (girone E)

### Competizioni regionali
- Eccellenza: 1

2016-2017
- Promozione: 1

2015-2016 (girone A)
- Prima Categoria: 1

2023-2024 (girone B)
- Seconda Categoria: 1

2021-2022 (girone C)

### Altri piazzamenti
- Prima Categoria:

Terzo posto: 2011-2012 (girone A)
- Scudetto Serie D:

Semifinalista: 2017-2018
- Coppa Italia Promozione Liguria:

Finalista: 2015-2016

## Statistiche e record

### Partecipazione ai campionati

#### Nazionali
| Livello | Categoria | Partecipazioni | Debutto   | Ultima stagione | Totale |
| ------- | --------- | -------------- | --------- | --------------- | ------ |
| 3º      | Serie C   | 1              | 2018-2019 | 2018-2019       | 1      |
| 4º      | Serie D   | 1              | 2017-2018 | 2017-2018       | 1      |

#### Regionali
| Livello | Categoria         | Partecipazioni | Debutto   | Ultima stagione | Totale |
| ------- | ----------------- | -------------- | --------- | --------------- | ------ |
| I       | Eccellenza        | 1              | 2016-2017 | 2016-2017       | 1      |
| II      | Promozione        | 4              | 2012-2013 | 2015-2016       | 4      |
| III     | Prima Categoria   | 2              | 2010-2011 | 2011-2012       | 2      |
| IV      | Seconda Categoria | 3              | 2019-2020 | 2021-2022       | 3      |

### Partecipazione alle coppe
| Competizione         | Partecipazioni | Debutto   | Ultima stagione | Totale |
| -------------------- | -------------- | --------- | --------------- | ------ |
| Coppa Italia Serie C | 1              | 2018-2019 | 2018-2019       | 1      |
| Coppa Italia Serie D | 1              | 2017-2018 | 2017-2018       | 1      |
| Poule Scudetto       | 1              | 2017-2018 | 2017-2018       | 1      |

## Tifoseria

### Storia
La ristrettezza del bacino d'utenza (Albissola Marina e Albisola Superiore hanno infatti un totale combinato di circa 15 000 abitanti), l'origine storica del club (dalla natura prettamente dilettantistica) fa sì che il seguito di tifosi dell'Albissole sia numericamente contenuto e geolocalizzato sul territorio dei comuni d'appartenenza.
Complici anche i limiti delle strutture adottate (dapprima il piccolo stadio comunale Faraggiana, capace di circa 500 posti poi lo stadio comunale di Chiavari, distante oltre 80 km dalla sede sociale) le presenze di pubblico alle gare interne dei "ceramisti" si attestano nell'ordine delle centinaia di persone. Per quanto concerne le trasferte, buoni contingenti (sempre a livello di centinaia) si riscontrano sulle corte distanze, mentre per le partite giocate fuori dalla Liguria si cala all'ordine delle decine.
La rapida ascesa del club tra il 2010 e il 2019 ha bensì corroborato il seguito di pubblico, stimolando altresì lo sviluppo di forme organizzative: nella stagione 2017-2018 (conclusa con la prima promozione in Serie C) si sono registrati casi di richieste di biglietti superiori alla disponibilità per le partite interne. Nello stesso anno s'è inoltre creato il primo collettivo di tifoseria dichiaratamente d'ispirazione ultras, denominato Züeni (termine che in dialetto locale significa "giovani"). Nell’anno seguente agli “zueni” si sono affiancati i “Vecchi Gradoni” gruppo formato da elementi meno giovani rispetto ai primi.

### Gemellaggi e rivalità
In corrispondenza con la nascita dei gruppi organizzati sono altresì emersi i primi esempi di amicizie e rivalità. Per quanto concerne le prime, i tifosi "ceramisti" coltivano un gemellaggio con la tifoseria del Ponsacco (iniziato nel 2018 dopo uno scontro diretto al vertice in Serie D, a margine del quale i collettivi liguri e toscani fraternizzarono, iniziando a scambiarsi pubblico e striscioni) e hanno intrattenuto un’amicizia con la Vecchia Guardia al seguito del Sestri Levante, poi terminata con lo scioglimento di quest'ultimo gruppo. Ulteriore gemmellaggio esiste con la tifoseria dell'Arese mentre vige un rapporto di reciproco rispetto e amicizia col gruppo Pessimi Elementi del Savona.
Un qualche dissapore è invece riscontrabile nei confronti dei supporter della Sanremese e con i collettivi della Virtus Entella, i quali (complice la preesistente rivalità nutrita nei confronti del Sestri) manifestarono la loro disapprovazione per il prolungato utilizzo da parte dell'Albissola dello stadio chiavarese come campo interno per la stagione 2018-2019.
Dal canto suo, nell'anno del professionismo l'allora Albissola 2010 ricusò ogni tipo di rivalità, attirandosi così critiche da parte di alcune frange dei propri supporter.